# 울버린
울버린(영어: wolverine [ˈwʊlvəriːn][*], 학명: Gulo gulo 굴로 굴로[*])은 육지에 서식하는 족제비과중 제일 큰 일종이다. 북아메리카 원주민어들로는 쿠에쿠아주 (kuàkuàtsheu) 아니면 쿠이크하츠우 (kuikuhâchâu) 라고도 불린다. 러시아어로는 로소마크하 (росомаха) 이고 라틴어에서 따온 별칭이 "과식가" "악당"이다.
근육질의 몸체의 준사회적 육식 동물이다. 몸길이 약 65~107cm,
꼬리 길이가 약 17~26cm, 몸무게는 약 10~25kg이다. 수컷이 암컷보다 30% 가량 더 크다. 주요 서식지는 툰드라 지대이며, 더 자세하게는 스칸디나비아반도, 러시아 서부와 시베리아, 그리고 캐나다 북부와 알래스카의 침엽수림등지에도 분포한다.

## 특징
이 대형 족제비과 동물은 굴로속의 유일한 현대 생존 종이다. 바로 윗단계 생물학 분류로는 울버린아과(Guloninae,  이전의 담비아과)의 일원으로서 담비, 타이라, 그리고 피셔랑 유전적으로 제일 밀접한 관계이다.
울버린은 작은 눈과 귀에 몸통이 길고 다리가 짧지만 네발이 비교적 더 큰 편이다. 또한 각 발의 다섯 발가락과 길고 날카로운 발톱들은 눈과 얼음 위를 누비고 산과 나무를 타는데 최고의 조합을 이룬다. 털가죽은 두껍고 선천적으로 유성이어서 추위만 아니라 서리도 방지한다. 눈과 코둘레가 더 밝은 색일수있으며 어깨부터 적황색의 굵은 띠 무늬가 몸통의 옆면을 수평으로 덮고 지나서 골반 위쪽으로 틀며 꼬리 바로 전에 멈춘다. 소수는 가슴에 흰색의 얼룩 무늬가 있기도 한다.
유라시아 보다 북아메리카 에선 대게 청소 동물로 생존하는 편이지만 뛰어난 사냥꾼이기도 하다. 근력만 아니라 담력도 높아 자기보다 몇배나 더 큰 말코손바닥사슴, 와피티사슴, 영양, 산양, 아이벡스, 마코르, 순록, 들소등의 큰 동물들을 사냥하며, 때로는 토끼나 쥐, 다람쥐나 청설모등의 작은 동물, 닭이나 오리 등의 가금류, 송아지나 염소, 양이나 돼지, 망아지 등의 가축은 물론 노루나 산양, 멧돼지까지도 잡아먹는다.
완전 성장후엔 늑대와 퓨마, 스라소니, 캐다스라소니, 코요테 이외에 경쟁자가 거의 없다. 같은 지대에 공존하는 시베리아호랑이, 아무르표범, 북극곰, 큰곰, 아메리카흑곰 등 대형 맹수들도 울버린을 마주치면 대적하길 꺼린다. 몇십 피트되는 깊이의 눈 아래에 파묻힌 얼은 사체를 인지하고 발굴해 꺼내 먹을수 있으며 악취가 나는 배설물로 영역 표시를 한다. 19세기 후로 모피 사냥, 영역 축소, 생태계 분열과 파괴로 인해 전세계 갯수가 현저히 줄어들었다.

## 계통 분류
다음은 2018년 로(Law) 등의 연구에 기초한 울버린아과의 계통 분류이다.

| 타이라속 | 타이라 |
|          | 타이라 |
| 피셔속   | 피셔   |
|          | 피셔   |

|  | 검은담비   |
|  |            |
|  | 유럽솔담비 |
|  |            |

|  | 산달         |
|  |              |
|  | 아메리카담비 |
|  |              |

|  | 검은담비   |
|  |            |
|  | 유럽솔담비 |
|  |            |

|  | 산달         |
|  |              |
|  | 아메리카담비 |
|  |              |

|  | 검은담비   |
|  |            |
|  | 유럽솔담비 |
|  |            |

|  | 산달         |
|  |              |
|  | 아메리카담비 |
|  |              |

|  | 검은담비   |
|  |            |
|  | 유럽솔담비 |
|  |            |

|  | 산달         |
|  |              |
|  | 아메리카담비 |
|  |              |

|  | 검은담비   |
|  |            |
|  | 유럽솔담비 |
|  |            |

|  | 산달         |
|  |              |
|  | 아메리카담비 |
|  |              |

|  | 검은담비   |
|  |            |
|  | 유럽솔담비 |
|  |            |

|  | 산달         |
|  |              |
|  | 아메리카담비 |
|  |              |

|  | 검은담비   |
|  |            |
|  | 유럽솔담비 |
|  |            |

|  | 산달         |
|  |              |
|  | 아메리카담비 |
|  |              |

|  | 검은담비   |
|  |            |
|  | 유럽솔담비 |
|  |            |

|  | 산달         |
|  |              |
|  | 아메리카담비 |
|  |              |

|  | 검은담비   |
|  |            |
|  | 유럽솔담비 |
|  |            |

|  | 산달         |
|  |              |
|  | 아메리카담비 |
|  |              |

|  | 검은담비   |
|  |            |
|  | 유럽솔담비 |
|  |            |

|  | 산달         |
|  |              |
|  | 아메리카담비 |
|  |              |

|  | 검은담비   |
|  |            |
|  | 유럽솔담비 |
|  |            |

|  | 산달         |
|  |              |
|  | 아메리카담비 |
|  |              |

|  | 검은담비   |
|  |            |
|  | 유럽솔담비 |
|  |            |

|  | 산달         |
|  |              |
|  | 아메리카담비 |
|  |              |

|  | 검은담비   |
|  |            |
|  | 유럽솔담비 |
|  |            |

|  | 산달         |
|  |              |
|  | 아메리카담비 |
|  |              |

|  | 검은담비   |
|  |            |
|  | 유럽솔담비 |
|  |            |

|  | 산달         |
|  |              |
|  | 아메리카담비 |
|  |              |

|  | 검은담비   |
|  |            |
|  | 유럽솔담비 |
|  |            |

|  | 산달         |
|  |              |
|  | 아메리카담비 |
|  |              |

|  | 검은담비   |
|  |            |
|  | 유럽솔담비 |
|  |            |

|  | 산달         |
|  |              |
|  | 아메리카담비 |
|  |              |

| 타이라속 | 타이라 |
|          | 타이라 |
| 피셔속   | 피셔   |
|          | 피셔   |

|  | 검은담비   |
|  |            |
|  | 유럽솔담비 |
|  |            |

|  | 산달         |
|  |              |
|  | 아메리카담비 |
|  |              |

|  | 검은담비   |
|  |            |
|  | 유럽솔담비 |
|  |            |

|  | 산달         |
|  |              |
|  | 아메리카담비 |
|  |              |

|  | 검은담비   |
|  |            |
|  | 유럽솔담비 |
|  |            |

|  | 산달         |
|  |              |
|  | 아메리카담비 |
|  |              |

|  | 검은담비   |
|  |            |
|  | 유럽솔담비 |
|  |            |

|  | 산달         |
|  |              |
|  | 아메리카담비 |
|  |              |

|  | 검은담비   |
|  |            |
|  | 유럽솔담비 |
|  |            |

|  | 산달         |
|  |              |
|  | 아메리카담비 |
|  |              |

|  | 검은담비   |
|  |            |
|  | 유럽솔담비 |
|  |            |

|  | 산달         |
|  |              |
|  | 아메리카담비 |
|  |              |

|  | 검은담비   |
|  |            |
|  | 유럽솔담비 |
|  |            |

|  | 산달         |
|  |              |
|  | 아메리카담비 |
|  |              |

|  | 검은담비   |
|  |            |
|  | 유럽솔담비 |
|  |            |

|  | 산달         |
|  |              |
|  | 아메리카담비 |
|  |              |

|  | 검은담비   |
|  |            |
|  | 유럽솔담비 |
|  |            |

|  | 산달         |
|  |              |
|  | 아메리카담비 |
|  |              |

|  | 검은담비   |
|  |            |
|  | 유럽솔담비 |
|  |            |

|  | 산달         |
|  |              |
|  | 아메리카담비 |
|  |              |

|  | 검은담비   |
|  |            |
|  | 유럽솔담비 |
|  |            |

|  | 산달         |
|  |              |
|  | 아메리카담비 |
|  |              |

|  | 검은담비   |
|  |            |
|  | 유럽솔담비 |
|  |            |

|  | 산달         |
|  |              |
|  | 아메리카담비 |
|  |              |

|  | 검은담비   |
|  |            |
|  | 유럽솔담비 |
|  |            |

|  | 산달         |
|  |              |
|  | 아메리카담비 |
|  |              |

|  | 검은담비   |
|  |            |
|  | 유럽솔담비 |
|  |            |

|  | 산달         |
|  |              |
|  | 아메리카담비 |
|  |              |

|  | 검은담비   |
|  |            |
|  | 유럽솔담비 |
|  |            |

|  | 산달         |
|  |              |
|  | 아메리카담비 |
|  |              |

|  | 검은담비   |
|  |            |
|  | 유럽솔담비 |
|  |            |

|  | 산달         |
|  |              |
|  | 아메리카담비 |
|  |              |